# Villa Mocenigo (Alvisopoli)
Villa Mocenigo è una villa veneta di Alvisopoli, frazione di Fossalta di Portogruaro (provincia di Venezia).
Lo stesso paese deve il nome al conte Alvise Mocenigo che qui creò la sua polis dotandola di fabbricati ed insediamenti produttivi con l'intenzione di renderla autosufficiente.
Circondata da un parco di oltre tre ettari e completata dalla chiesa di San Luigi, la villa è sede estiva di importanti rassegne teatrali e musicali.
La barchessa ospita la Quadreria Comunale "Luigi Diamante", una collezione permanente dedicata al pittore friulano che espone opere provenienti dalla donazione Vida e altre acquistate dal Comune. È sede, inoltre, di laboratori artistici, di attività culturali e di esposizioni temporanee di altri artisti.